# Vorkstaartplevier
De vorkstaartplevier (Glareola pratincola) is een vogel uit de familie van de renvogels en vorkstaartplevieren (Glareolidae).

## Kenmerken
De vogel is 24 tot 28 cm lang en heeft een spanwijdte van 60 tot 70 cm. De vorkstaartplevier lijkt sterk op de steppevorkstaartplevier (Glareola nordmanni). Beide vogelsoorten hebben een sternachtig uiterlijk. De vleugels zijn van boven donker grijsbruin met zwarte slagpennen. Van onder is de vogel licht gekleurd; kenmerkend is een lichte, okerkleurige vlek onder de snavel, begrensd door een smalle donkere rand. De borst is grijs, geleidelijk naar de buik overgaand in wit.
Het verschil met de steppevorkstaartplevier is lastig in het veld te zien. Vorkstaartplevieren hebben een smalle witte achterrand aan de vleugel, de ondervleugel is van onder bruinrood (vaak lastig te zien in het veld), de staart is iets langer en de snavel is zwart met meer rood op de ondersnavel dan bij de steppevorkstaartplevier.

## Voortplanting
Het legsel bestaat meestal uit twee of drie eieren.

## Verspreiding en leefgebied
Deze soort komt voor in een sterk verbrokkeld verspreidingsgebied dat reikt van het Iberisch schiereiland, Middellandse Zeegebied tot in Midden-Azië (Kazachstan en Afghanistan). De vogel overwintert op bepaalde plaatsen in Sub-Saharisch Afrika.
Het broedgebied bestaat uit vlakke, open landschappen zoals steppe en zandige oevers langs meren. In Afrika vooral te vinden bij recent afgebrande weidegronden of overbegraasd land. De vorkstaartplevier broedt vaker in kaal gebied, verder van water, maar foerageert tijdens de trek weer in de buurt van wateren, langs kusten en boven natte rijstvelden.
De soort telt twee ondersoorten:
- Glareola pratincola pratincola - Komt voor van Zuid-Europa en Noord-Afrika tot Pakistan.
- Glareola pratincola fuelleborni - Komt voor van Senegal oostwaarts tot aan het zuiden van Somalië en vervolgens zuidwaarts tot het oosten van Zuid-Afrika.

### Voorkomen in West-Europa
De vogel is dwaalgast in West-Europa. In Nederland zijn vijftien bevestigde waarnemingen van voor het jaar 2000 en acht tussen 2000 en 2021.

## Status
De grootte van de populatie is in 2015 geschat op 160.000 tot 600.000 vogels. De vorkstaartplevier gaat in aantal achteruit. De oorzaken van deze achteruitgang hebben te maken met verlies aan leefgebied door het omzetten van steppegebieden in akkerland en andere vormen van intensivering van de landbouw. Echter, het tempo ligt waarschijnlijk onder de 30% in tien jaar (minder dan 3,5% per jaar). Om deze redenen staat de vorkstaartplevier als niet bedreigd op de Rode Lijst van de IUCN.

## Video
- Glareola pratincola